# Xenotrachea auroviridis
Xenotrachea auroviridis là một loài bướm đêm trong họ Noctuidae.